# Josep Anton Pérez Giner
Josep Anton Pérez Giner   (València, 28 de setembre de 1934 - Sant Cugat del Vallès, 13 d'abril de 2018) va ser un dels productors de cinema català més prolífics de la història, participant en més de cent projectes cinematogràfics arreu del món. A més, va treballar a la Generalitat de Catalunya i va ser professor de producció a diversos centres de l'estat.
Com a productor o director de producció va treballar amb directors com Sergio Leone, Ridley Scott, León Klimovsky, Bigas Luna o Josep Maria Forn. A més, va ser descobridor de talents produint les òperes primes de Francesc Bellmunt, Jordi Cadena, Elio Quiroga o Núria Villazán entre d'altres.
Va ser conseller delegat de Profilmes i Prozesa, soci fundador de l'Institut de Cinema Català, Figaró Films i Ópalo Films, i va crear les productores P.G. Production Services i Els Quatre Gats Audiovisuals.

## Biografia

### Infància i entrada al món del cinema
En plena Segona República neix Josep Anton en una família molt catòlica i conservadora. Aquest fet fa que el seu pare, que era funcionari de l’ajuntament, sigui acomiadat per no voler afiliar-se a cap sindicat d’esquerra. Més endavant va ser detingut i executat per denunciar la situació política llançant fulls volants que ell i uns amics havien imprès. Durant els següents anys la família va poder tirar endavant amb els mínims gràcies a una pensió de viduïtat i un estanc que els va ser concedit. De totes maneres la família no despertava gaire simpatia al barri i a Pérez Giner li feien el buit per por que els denunciessin a les autoritats per no haver estat partidaris del bloc nacionalista durant la guerra.
Amb catorze o quinze anys, la mort del pare d'un company a mans d'un falangista, el va fer veure les dues realitats que es vivien a Espanya i va ser llavors quan va començar a freqüentar tertúlies on també hi havia el poeta Xavier Casp i Joan Fuster, qui li corregia els articles en valencià que havia començat a escriure per a revistes com Pont Blau. Amb disset anys es trasllada a Madrid a estudiar dret gràcies a una beca. Allà s'allotjarà a una residència de la FET y de las JONS que pagava venent apunts o repartint publicitat pels carrers. Quatre anys més tard va començar a anar a vagues i lectures que el van acabar de conduir cap a una ideologia d'esquerres.
Per tal d'ajudar a la seva mare demana feina al seu oncle, Vicente Escrivà, qui era guionista i productor per tal de tenir uns ingressos fixos. Així doncs, la seva primera feina va ser d'auxiliar de producció a El beso de Judas de Rafael Gil (1953). Amb divuit anys ja començava a guanyar-se la vida fent de meritori i, tot i que el cinema mai li havia agradat especialment, el que li importava era cobrar cada mes i cobrir les seves necessitats. Durant aquells primers anys va treballar intensament i va anar escalant posicions, passant per regidor, ajudant de producció i, finalment, com a cap de producció a El Tigre de Chamberí de Pedro L. Ramírez (1957).

### Primers anys a la indústria
Amb vint-i-tres anys ja era cap de producció d'algunes pel·lícules, però una discussió amb Escrivà va fer que Pérez s'acomiadés de l'empresa i es quedés sense feina l'any 1961. Al cap de poc temps, l'actor i productor veneçolà Espartaco Santoni va contactar-lo per ser cap de producció de la seva següent pel·lícula, que gravaria amb la seva parella Marujita Díaz. Junts van fer unes quantes pel·lícules fins que Pérez, ja amb força experiència, va decidir obrir la seva pròpia productora, Marta Films, amb la que va fer una sola pel·lícula, Se vive una vez d'Arturo González (1963). El film no va funcionar gaire bé i Josep Anton va decidir tancar la productora, això sí, havent pagat a tothom i tornar a treballar com a cap de producció en projectes d'altres.
Després d'aquesta etapa va conèixer al director Manuel Summers, amb qui es van fer molt amics i van fer El juego de la oca (1964). Més tard va conèixer a Modesto Pérez, acabat de sortit de l'Escuela de Cine, qui es convertiria en el seu col·laborador en 39 pel·lícules durant quaranta anys. Pérez Giner començava a fer-se un nom a la indústria i un dia va sorgir l'oportunitat d'encarregar-se de la producció espanyola d'El bo, el lleig i el dolent de Sergio Leone (1966). Per problemes de calendari va haver d’abandonar el projecte una setmana i mitja abans d’acabar la producció. Aquest fet va enfadar moltíssim al director italià, però més endavant va tornar a contactar amb Pérez Giner per a un altre projecte. Va ser precisament durant el rodatge d'El bo, el lleig i el dolent quan, Pérez Giner, es va guanyar el sobrenom de l’Innombrable.
Havien de rodar una escena on un pont explotava. L'encarregat dels efectes especials li va cedir la responsabilitat d’ajuntar els cables per a l'explosió al coronel dels soldats que feien d’extres a l'escena. Un mal entès causat per l’idioma va fer que el coronel fes explotar el pont just abans de començar a rodar. Es va poder solucionar gràcies a l’ajuda dels soldats que es van comprometre a reconstruir el pont, però la mala fama per al productor ja havia començat. Poc després d’aquest incident, en un viatge a l’Iran, una nevada va enfonsar l’aeroport mentre que Pérez Giner era a un hotel de Teheran. A Barcelona i Madrid se’l va començar a considerar malastruc i corrien rumors sobre ell i incidents que havien passat en presència d’ell.

### Profilmes i el cinema de terror
Després d’una etapa treballant entre Espanya i Veneçuela, l’any 1971 produeix la primera de les moltíssimes pel·lícules del gènere de terror que faria durant la seva carrera, La noche de Walpurgis de León Klimovski (1971), director amb qui ja havia treballat, i molt bé, anteriorment. Va ser un èxit total i a partir d’aquest moment van començar a sortir-li ofertes d’aquest gènere. Juan Palomeras i Muñoz Suay, per la seva banda, van decidir que la seva productora, Profilmes, havia de centrar-se a produir pel·lícules barates, de terror i que fossin èxits comercials i van decidir fitxar a Pérez Giner com a conseller delegat per a aquest nou projecte.
La primera pel·lícula que van fer va ser El espanto surge de la tumba de Carlos Aured (1972) i la va protagonitzar Paul Naschy (Jacinto Molina). Després van rodar La saga de los Drácula (1973) i La rebelión de las muertas (1973) de León Klimovski, i Tarzán y el misterio de la selva de Miguel Iglesias (1973). Les pel·lícules es venien a tot el món i donaven grans beneficis a la companyia. Paul Naschy escrivia i protagonitzava moltes d’aquelles pel·lícules i, al final, totes elles s'assemblaven molt, però seguien sent un èxit. Profilmes podia arribar a fer set films en un any, sabien que no feien obres mestres, però per Pérez Giner va ser una de les millors èpoques i en les que més va gaudir treballant.
Al cap de cinc anys, però, les idees començaven a acabar-se i la Transició donava l’oportunitat de fer un altre tipus de cinema. En aquesta línia, Pérez Giner, va produir l’any 1976 Las chicas de El Molino de José Antonio de la Loma i La nova cançó de Francesc Bellmunt. A partir d’aquí van començar a fer pel·lícules diferents de les de terror, però van ser un fracàs. L’any 1978, Pérez Giner, deixa Profilms després de rebre una molt bona oferta de Prozesa. Al cap de poc temps, Profilms tancaria i Palomeras aniria a presó per delictes monetaris.

### Etapa a Prozesa
Prozesa s'interessa per Pérez Giner quan els creadors de la revista Interviú decideixen muntar una productora de cinema. Li ofereixen millors condicions que a Profilms i Pérez Giner, sense saber que més tard Profilms tancaria, decideix acceptar i treballar per a ells. La primera producció que van fer va ser El diputado d'Eloy de la Iglesia (1979) i va ser un èxit de taquilla. Després van fer L’orgia de Francesc Bellmunt (1979), que comptava amb actors novells però va tenir molt bona rebuda entre el públic i Cuarenta años sin sexo de Juan Bosch (1979) que va tenir una rebuda més discreta. Paral·lelament, Pérez Giner, va començar a produir Companys, procés a Catalunya de Josep Maria Forn (1979) que només va tenir èxit a Catalunya.
Les pel·lícules amb Prozesa anaven molt bé, i per aquesta raó es va decidir vendre la companyia per poder treure’n el màxim de diners possibles. Les últimes produccions que va fer Pérez Giner amb la companyia van ser La casa del paraíso de Santiago San Miguel (1980), La quinta del porro de Francesc Bellmunt (1980) i La muchacha de las bragas de oro de Vicente Aranda (1980). Després d’aquesta última pel·lícula Prozesa va plegar i li van proposar dirigir El Periódico de Extremadura, però Pérez Giner s'hi va negar perquè ell volia continuar fent cinema.

### Ópalo Films
Després del fallit intent d’engegar la productora Lola Films, Pérez Giner decideix muntar Ópalo Films amb més amics amb l’objectiu de produir i distribuir pel·lícules i vendre vídeos. La primera producció que van fer va ser Colegas de Eloy de la Iglesia (1982) amb els fills de la Lola Flores. De totes maneres, després de l’horrorosa estrena a Barcelona i Madrid es va decidir canviar l'estratègia de publicitat a la resta d’Espanya i que no s'esmentessin els fills de la Lola Flores, ja que eren gitanos i això afectava la rebuda entre el públic. Fet aquest canvi, la pel·lícula va ser un èxit.
La següent pel·lícula va ser El pico de Eloy de la Iglesia (1982) que va aconseguir el rècord de recaptació a Espanya aquell any i va ser seleccionada al Festival de Sant Sebastià. Més tard es faria la seqüela, que també va anar molt bé. A partir d’aquí, Ópalo Films ja funcionava molt bé i feia una mitja de dues produccions a l’any fins als anys 90. L’any 1991 Pérez Giner decideix tancar Ópalo Films, ja que les últimes produccions no van anar massa bé.

### Els Quatre Gats i jubilació
Al 1992, després de tancar Ópalo Films, va treballar a la pel·lícula de Riddle Scott 1492. La conquista del paraíso (1992). Un cop acabada la producció el director general de Promoció Cultural, Jaume Serrats, li demana que dissenyi el programa d’ajuts de la indústria catalana del cinema per a la Generalitat. Al 1994 funda Els Quatre Gats i produeixen Fotos de Elio Quiroga (1996), que va guanyar dos premis al Festival de Sitges i va tenir molt bona crítica, tot i que no molt bona rebuda a les sales. Amb Els Quatre Gats també va fer dues pel·lícules de Joaquín Jordà: Un cos al bosc (1996) i Mones com la Becky (1998).
Amb 65 anys, Pérez Giner, es planteja la jubilació, però encara apareixerien projectes que el farien retornar a la producció. La casita blanca. La ciutat oculta de Carles Balagué (2003) n’és un exemple, o Radiacions de Judith Colell (2012) que va ser l’últim projecte cinematogràfic en el qual va treballar.

## Obra cinematogràfica
Josep Anton Pérez Giner ha participat en més de 120 projectes cinematogràfics al llarg de 60 anys.
- 1953: El Beso de Judas (meritori de producció)
- 1954:
  - Murió hace 15 años (meritori de producció)
  - La Otra Vida del Capitán Contreras (regidor)
- 1955:
  - El Canto del Gallo (regidor)
  - Recluta con Niño (ajudant de producció)
- 1956:
  - Un Traje Blanco (regidor)
  - La Gran Mentira (ajudant de producció)
  - Los Ladrones Somos Gente Honrada (ajudant de producció)
- 1957:
  - El Tigre de Chamberí (cap de producció)
  - La Cenicienta y Ernesto (cap de producció)
- 1958:
  - Esta Chica Es Para Mi (cap de producció)
  - Soledad (cap de producció)
- 1959:
  - Salto a la Gloria (cap de producció)
  - El Hombre de la Isla (cap de producció)
- 1960:
  - Aquí Estan las Vicetiples (cap de producció)
  - Ahí Va Otro Recluta (cap de producció)
- 1961:
  - Margarita Se Llama Mi Amor (cap de producció)
  - La Cumparsita (cap de producció)
  - Abuelita Charleston (cap de producció)
  - Salto Mortal (cap de producció)
  - Héroes de Blanco (cap de producció)
- 1962:
  - Lulu (cap de producció)
  - Su Alteza la Niña (cap de producció)
  - El Valle de las Espadas (cap de producció)
  - Han Robado Una Estrella (director de producció)
  - Siempre en mi recuerdo (director de producció)
- 1963:
  - Vudú Sangriento (cap de producció)
  - Se Vive Una Vez (productor)
- 1964:
  - Os Gatos Pretos (productor executiu)
  - El Juego de la Oca (cap de producció)
- 1965:
  - El Día de Mañana (cap de producció)
  - El Señor de La Salle (cap de producció)
- 1966:
  - Juguetes Rotos (productor)
  - Whisky y Vodka (cap de producció)
- 1967:
  - Il Buono, Il Brutto, Il Cattivo (director general de producció)
  - Acción en Caracas (cap de producció)
  - Dio perdona, io no (cap de producció)
  - Camino de la Verdad (cap de producció)
- 1968: Simón Bolivar (cap de producció)
- 1969:
  - Juicio de Faldas (cap de producció)
  - Cabezas Cortadas (director de producció)
- 1970:
  - Nelle Pieghe Della Carne (productor)
  - L’Araucana, Massacro Degli Dei (productor)
- 1971:
  - La Casa de Las Chivas (cap de producció)
  - La Noche de Valpugis (cap de producció)
- 1972:
  - El Espanto Surge de La Tumba (productor)
  - Disco Rojo (director de producció)
  - La Rebelión de las Muertas (productor)
  - La Saga de los Drácula (productor)
  - La Noche de Terror Ciego (director de producció)
- 1973:
  - Tarzán y El Misterio de la Selva (productor)
  - Una libèl·lula para cada muerto (productor)
  - El Refugio del Miedo (productor)
  - Los Ojos Azules de la Muñeca Rota (productor)
  - Las Garras de Lorelei (productor)
- 1974:
  - Robin Hood Nunca Muere (productor)
  - La Diosa Salvaje (productor)
  - La Noche de Las Gaviotas (productor)
  - El Mariscal del Infierno (productor)
- 1975:
  - Kilma, Reina de las Amazonas (productor)
  - Exorcismo (productor)
  - La Casa Grande (productor)
  - La Maldición de la Bestia (productor)
- 1976:
  - Perros callejeros (productor)
  - Las Alegres Chicas del Molino (productor)
  - La Nova Cançó (productor)
  - Desnuda Inquietud (productor)
- 1977:
  - La Oscura Historia de La Prima Montse (productor associat)
  - Canet Rock (productor)
- 1978:
  - La Vieja Memoria (productor)
  - Sonambulos (productor)
  - Las rutas del sur (productor associat)
  - Ocaña, Retrat Intermitent (productor associat)
- 1979:
  - El Diputado (productor)
  - L’orgia (productor)
  - Perros Callejeros II (productor)
  - Companys, Procés a Catalunya (productor)
  - Salut i força al canut (productor)
  - Cuarenta Años Sin Sexo (productor)
- 1980:
  - La muchacha de las bragas de oro (productor)
  - La Casa del Paraíso (productor)
  - La quinta del porro (productor)
- 1981:
  - Asesinato en el Comité Central (productor)
  - La Batalla del Porro (director de producció)
- 1982:
  - Colegas (productor)
  - El Pico (productor)
  - Pa d’Àngel (productor)
  - Jugando Con La Muerte (cap de producció)
  - La Triple Muerte del Tercer Personaje (productor executiu)
- 1984: El Pico II (productor)
- 1985: La Reina del Mate (coproductor financer)
- 1986: La Radio Folla (productor)
- 1987: L’Escot (productor)
- 1988:
  - Barcelona Connection (productor)
  - Barroco (productor)
- 1989: Tahiti’s Girl (productor)
- 1990: Sauna (productor)
- 1991:
  - Latino Bar (productor)
  - Lucrecia (productor)
- 1992: 1942, La Conquista del Paraíso (delegat de producció)
- 1995: Los Baúles del Retorno (productor executiu)
- 1996:
  - The Cuemaster (A Tres Bandas) (director general de producció)
  - No Es Pot Tenir Tot (delegat de producció)
  - Un Cos al Bosc (productor)
  - Fotos (productor)
- 1997: The Sea Change (Cambio de Rumbo) (director general de producció)
- 1998:
  - Subjudice (productor executiu)
  - Sota el Signe de... (disseny de producció)
- 1999:
  - Mones Com La Becky (productor)
  - La Caverna (productor)
- 2000: Báilame el Agua (productor)
- 2001: Sara, Una Estrella (productor)
- 2002:
  - L’Orquestra de les Estrelles (productor)
  - La Casita Blanca, la ciutat oculta (productor)
- 2005: De Madrid a la Lluna (productor)
- 2006:
  - Les Pel·lícules del meu Pare (productor)
  - El Destino de Nunik (coproductor executiu)
- 2009:
  - Eloïse (productor)
  - Bullying (productor)
- 2012: Radiacions (productor)

## Premis i reconeixement
- 2000. Premi Ciutat de Barcelona[15]
- 2002. Premi Sant Jordi de Cinematografia[15]
- 2011. Membre d'honor de l'Acadèmia del Cinema Català[16]